# 4696 Arpigny
4696 Arpigny è un asteroide della fascia principale. Scoperto nel 1985, presenta un'orbita caratterizzata da un semiasse maggiore pari a 2,8542827 UA e da un'eccentricità di 0,0593771, inclinata di 1,88905° rispetto all'eclittica.